# Luzula sichuanensis
Luzula sichuanensis là một loài thực vật có hoa trong họ Juncaceae. Loài này được K.F.Wu mô tả khoa học đầu tiên năm 1992.